# 진례중학교
진례중학교(進禮中學校)는 대한민국 경상남도 김해시 진례면 초전리에 위치한 사립 중학교이다.

## 학교 연혁
- 1953년 7월 21일 : 진례중학교 6학급 인가(문보 제1015)
- 1954년 3월 22일 : 제1회 졸업식
- 1969년 12월 24일 : 제6대 이강윤 이사장 취임
- 2002년 6월 8일 : 체육관 준공
- 2004년 2월 26일 : 급식소 준공
- 2007년 12월 26일 : 도서관 현대화 공사 완료
- 2009년 3월 4일 : 녹색학교 완성
- 2011년 6월 11일 : 선진형 교과교실제(A형) 선정
- 2017년 2월 5일 : 본관 교실 및 계단 리모델링 완료
- 2020년 11월 1일 : 제7대 손봉익 이사장 취임
- 2023년 1월 6일 : 제70회 졸업식(졸업 49명, 졸업생 누계 9,225명)
- 2023년 3월 1일 : 제19대 정봉경 교장 취임
- 2023년 3월 2일 : 2023학년도 입학(45명)

## 참고 자료
- 진례중학교 - 한국교육학술정보원 학교알리미